# ブレイブスマッシュ
ブレイブスマッシュ (英:Brave Smash) は日本・オーストラリアの競走馬。馬名の意味は「勇敢＋母名の一部」。おもな勝ち鞍は2015年のサウジアラビアロイヤルカップ、2018年のフューチュリティステークス（G1）、マニカトステークス（G1）。

## 経歴

### 2歳（2015年）
6月7日東京の新馬戦でデビューし、ロードクエストの2着。その後も2戦続けて2着と惜敗するが、4戦目で初勝利を挙げる。重賞初挑戦となったサウジアラビアロイヤルカップは道中中団に位置し、直線で鮮やかに抜け出すと最後はイモータルの追撃をハナ差抑えて重賞初制覇を飾る。年末のホープフルステークスはハートレーの7着に終わり、この年を終える。

### 3歳（2016年）
3歳初戦の京成杯では12着に惨敗。距離を短縮して挑んだファルコンステークスは2着と好走するも、NHKマイルカップは8着、東京優駿は18着という結果に終わる。休養を挟み、11月のキャピタルステークスで3着となる。

### 4歳（2017年）
ニューイヤーステークスとオーシャンステークスは共に4着と勝ちきれずに終わる。3月23日付けでJRA競走馬登録を抹消され、オーストラリアのD.ウィアー厩舎に移籍。移籍初戦となったリーガルローラーステークスで2着に入ると、続くチャンドラーマクロードステークスでは1番人気にこたえ、豪州移籍後初勝利となった。その後、テスタロッサステークス2着を挟み、この年から新設されたジ・エベレストでは10番人気の低評価であったが3着と健闘する。

### 5歳（2018年）
1月26日のオーストラリアステークスは5着、2月10日のCFオーアステークスは3着と惜敗続きであったが、2月24日のフューチュリティステークスでは好位3番手からレースを進め直線で馬群を割って抜け出すと最後は中団から追い上げてきたトーセンスターダムの追撃を振り切り優勝、G1初制覇を飾るとともに日本から移籍した2頭のワンツーフィニッシュとなった。
10月26日に行われたマニカトステークス(芝1200m)ではヒュー・ボウマン騎乗で接戦を制し、GI2勝目を挙げた。

### 6歳（2019年）
秋シーズンは5戦出走し、最高着順はニューマーケットハンデキャップの3着。アルクォズスプリントの9着を最後に引退、アクイスファームで種牡馬入りとなる。

## 競走成績
| 競走日     | 競馬場         | 競走名                  | 格   | 距離（馬場）  | 頭 数 | 枠 番 | 馬 番 | オッズ （人気） | 着順 | タイム （上り3F） | 着差  | 騎手           | 斤量   | 1着馬（2着馬）         |
| ---------- | -------------- | ----------------------- | ---- | ------------- | ----- | ----- | ----- | --------------- | ---- | ----------------- | ----- | -------------- | ------ | ---------------------- |
| 2015.06.07 | 東京           | 2歳新馬                 |      | 芝1600m（良） | 14    | 5     | 7     | 016.70（5人）   | 02着 | R1:36.0（33.9）   | -0.3  | 菅原隆一       | 54kg   | ロードクエスト         |
| 0000.07.12 | 中京           | 2歳未勝利               |      | 芝1600m（良） | 15    | 3     | 4     | 004.00（1人）   | 02着 | R1:37.6（35.4）   | -0.1  | 菅原隆一       | 54kg   | デアリングエッジ       |
| 0000.08.02 | 新潟           | 2歳未勝利               |      | 芝1600m（良） | 15    | 8     | 14    | 002.60（2人）   | 02着 | R1:35.5（33.3）   | -0.7  | M.デムーロ     | 54kg   | アストラエンブレム     |
| 0000.09.06 | 札幌           | 2歳未勝利               |      | 芝1500m（良） | 13    | 5     | 6     | 001.50（1人）   | 01着 | R1:30.3（35.7）   | -0.8  | 横山典弘       | 54kg   | （メイショウアンカー） |
| 0000.10.10 | 東京           | サウジアラビアRC        | 重賞 | 芝1600m（良） | 12    | 5     | 6     | 008.10（4人）   | 01着 | R1:34.2（33.4）   | -0.0  | 横山典弘       | 55kg   | （イモータル）         |
| 0000.12.27 | 中山           | ホープフルS             | GII  | 芝2000m（良） | 12    | 7     | 11    | 029.70（7人）   | 07着 | R2:02.7（35.0）   | -0.9  | 横山典弘       | 55kg   | ハートレー             |
| 2016.01.17 | 中山           | 京成杯                  | GIII | 芝2000m（良） | 15    | 8     | 14    | 021.80（9人）   | 12着 | R2:02.7（35.5）   | -1.3  | 横山典弘       | 57kg   | プロフェット           |
| 0000.03.19 | 中京           | ファルコンS             | GIII | 芝1400m（不） | 18    | 7     | 15    | 012.50（3人）   | 02着 | R1:25.3（38.5）   | -0.3  | 横山典弘       | 57kg   | トウショウドラフタ     |
| 0000.05.08 | 東京           | NHKマイルC              | GI   | 芝1600m（良） | 18    | 7     | 14    | 029.60（9人）   | 08着 | R1:33.1（34.3）   | -0.3  | 横山典弘       | 57kg   | メジャーエンブレム     |
| 0000.05.29 | 東京           | 東京優駿                | GI   | 芝2400m（良） | 18    | 8     | 16    | 350.6（17人）   | 18着 | R2:35.1（42.1）   | 011.1 | 横山典弘       | 57kg   | マカヒキ               |
| 0000.11.26 | 東京           | キャピタルS             | OP   | 芝1600m（良） | 15    | 6     | 11    | 024.50（8人）   | 03着 | R1:34.0（34.9）   | -0.5  | 横山典弘       | 55kg   | ブラックムーン         |
| 2017.01.15 | 中山           | ニューイヤーS           | OP   | 芝1600m（良） | 16    | 7     | 13    | 007.80（3人）   | 04着 | R1:33.9（34.9）   | -0.4  | 横山典弘       | 55kg   | マイネルアウラート     |
| 0000.03.04 | 中山           | オーシャンS             | GIII | 芝1200m（良） | 16    | 2     | 3     | 005.60（2人）   | 04着 | R1:08.4（34.5）   | -0.1  | 横山典弘       | 56kg   | メラグラーナ           |
| 0000.08.19 | コーフィールド | リーガルローラーS       | L    | 芝1200m（重） | 13    | -     | 9     | 003.40（2人）   | 02着 |                   |       | D.レーン       | 54kg   | Vega Magic             |
| 0000.09.09 | ムーニーバレー | チャンドラーマクロードS | L    | 芝1200m（良） | 12    | -     | 8     | 003.40（1人）   | 01着 | R1:11.50（-）     |       | D.レーン       | 55.5kg | （El Divino）          |
| 0000.09.23 | コーフィールド | テスタロッサS           | L    | 芝1200m（良） | 10    | -     | 6     | 01.650（1人）   | 02着 |                   |       | D.レーン       | 57kg   | Bons Away              |
| 0000.10.14 | ランドウィック | ジエベレスト            |      | 芝1200m（良） | 12    | -     | 9     | 019.0（10人）   | 03着 |                   |       | J.スペンサー   | 58.5kg | Redzel                 |
| 2018.01.26 | ムーニーバレー | オーストラリアS         | GII  | 芝1200m（良） | 6     | -     | 2     | 002.20（1人）   | 05着 |                   |       | C.ウィリアムズ | 58.5kg | Thronum                |
| 0000.02.10 | コーフィールド | CFオーアS               | GI   | 芝1400m（良） | 13    | -     | 5     | 009.50（4人）   | 03着 |                   |       | J.アレン       | 59kg   | Hartnell               |
| 0000.02.24 | コーフィールド | フューチュリティS       | GI   | 芝1400m（良） | 11    | -     | 3     | 004.80（1人）   | 01着 | R1:23.16（-）     | -     | C.ウィリアムズ | 59kg   | （Tosen Stardom）      |
| 0000.03.10 | フレミントン   | ニューマーケットH       | GI   | 芝1200m（良） | 15    | -     | 2     | 009.00（5人）   | 02着 |                   |       | C.ウィリアムズ | 56.5kg | Redkirkwarrior         |
| 0000.04.07 | ランドウィック | TJスミスS               | GI   | 芝1200m（良） | 11    | -     | 2     | 006.50（3人）   | 07着 |                   |       | C.ウィリアムズ | 58.5kg | Trapeze Artist         |
| 0000.04.21 | ランドウィック | オールエイジドS         | GI   | 芝1400m（良） | 10    | -     | 5     | 005.50（2人）   | 10着 |                   |       | M.ザーラ       | 59kg   | Trapeze Artist         |
| 0000.09.01 | コーフィールド | ヒース1100              | GIII | 芝1100m（良） | 12    | -     | 3     | 007.50（3人）   | 03着 |                   |       | M.ザーラ       | 59kg   | Ball of Muscle         |
| 0000.09.15 | ランドウィック | ザショーツ              | GII  | 芝1100m（良） | 7     | -     | 4     | 004.40（3人）   | 03着 |                   |       | H.ボウマン     | 58kg   | Ball of Muscle         |
| 0000.09.28 | ムーニーバレー | モイアS                 | GI   | 芝1000m（良） | 11    | -     | 10    | 011.00（3人）   | 02着 |                   |       | H.ボウマン     | 59.5kg | Viddora                |
| 0000.10.13 | ランドウィック | ジエベレスト            |      | 芝1200m（不） | 12    | -     | 4     | 014.00（9人）   | 08着 |                   |       | H.ボウマン     | 58.5kg | Redzel                 |
| 0000.10.26 | ムーニーバレー | マニカトS               | GI   | 芝1000m（良） | 14    | -     | 9     | 008.50（5人）   | 01着 | R1:09.36（-）     |       | H.ボウマン     | 58.5kg | （Spirit of Valor）    |
| 0000.11.10 | フレミントン   | スプリントクラシック    | GI   | 芝1200m（良） | 14    | -     | 10    | 017.00（7人）   | 08着 |                   |       | C.ウィリアムズ | 58.5kg | Santa Ana Lane         |
| 2019.01.26 | ムーニーバレー | オーストラリアS         | GII  | 芝1200m（良） | 10    | -     | 9     | 008.50（7人）   | 08着 |                   |       | M.ウォーカー   | 58.5kg | Whispering Brook       |
| 0000.02.09 | コーフィールド | CFオーアS               | GI   | 芝1400m（良） | 14    | -     | 6     | 021.00（9人）   | 04着 |                   |       | M.ウォーカー   | 59kg   | Manuel                 |
| 0000.02.23 | コーフィールド | フューチュリティS       | GI   | 芝1400m（良） | 12    | -     | 4     | 010.00（4人）   | 07着 |                   |       | M.ウォーカー   | 59kg   | Alizee                 |
| 0000.03.09 | フレミントン   | ニューマーケットH       | GI   | 芝1200m（良） | 22    | -     | 22    | 026.00（9人）   | 03着 |                   |       | D.オリヴァー   | 57kg   | Sunlight               |
| 0000.03.30 | メイダン       | アルクォズスプリント    | GI   | 芝1200m（良） | 13    | -     | 6     | 008.00（4人）   | 08着 |                   |       | H.ボウマン     | 57kg   | Blue Point             |

- 出典: [24][25]

## 種牡馬時代
2020年からオーストラリアニューサウスウェールズ州ハンターバレーのアクイスファームで種牡馬として繋養生活を開始した。初年度は122頭に種付けしている。
2022/2023年シーズンから産駒がデビューし、2022年10月8日にBrave Haloが産駒の初出走初勝利を挙げた。
2023/2024年シーズンからは上記Brave Haloがブルーダイヤモンドステークスで4着に入ったことやBrave Meadがリステッド競走で勝利したことなどによりI Am Invincibleなどが繋養されているヤラマンパークスタッドに移って供用される。
2024年1月26日にはG3マンフレッドステークスでG1J.J.アトキンスの勝馬King Coloradoを抑えてBrave Meadが勝利し、産駒の重賞初勝利を挙げた。。
さらに2024/2025年シーズンに入り、Kimochiが11月16日のサールパートクラークステークスを1着とし、産駒のG1初勝利を果たした。

### 主な産駒
GI級競走は太字で示す
- 2020年産
  - ブレイブミード / Brave Mead（2024年マンフレッドステークス）
  - キモチ / Kimochi（2024年サールパートクラークステークス,2024年ライトフィンガーズステークス,2024年トイショークオリティー）

## 血統表
| ブレイブスマッシュの血統          | ブレイブスマッシュの血統                                                             | ブレイブスマッシュの血統                                                             | （血統表の出典）                                                                     | （血統表の出典）  |
| 父系                              | サンデーサイレンス系                                                                 | サンデーサイレンス系                                                                 | サンデーサイレンス系                                                                 | [ § 2 ]           |
| 父 トーセンファントム 2007 黒鹿毛 | 父の父ネオユニヴァース 2000 青鹿毛                                                   | *サンデーサイレンス                                                                  | Halo                                                                                 | Halo              |
| 父 トーセンファントム 2007 黒鹿毛 | 父の父ネオユニヴァース 2000 青鹿毛                                                   | *サンデーサイレンス                                                                  | Wishing Well                                                                         |                   |
| 父 トーセンファントム 2007 黒鹿毛 | 父の父ネオユニヴァース 2000 青鹿毛                                                   | *ポインテッドパス                                                                    | Kris                                                                                 | Kris              |
| 父 トーセンファントム 2007 黒鹿毛 | 父の父ネオユニヴァース 2000 青鹿毛                                                   | *ポインテッドパス                                                                    | Silken Way                                                                           |                   |
| 父 トーセンファントム 2007 黒鹿毛 | 父の母バースデイローズ 1995 栗毛                                                     | *トニービン                                                                          | *カンパラ                                                                            | *カンパラ         |
| 父 トーセンファントム 2007 黒鹿毛 | 父の母バースデイローズ 1995 栗毛                                                     | *トニービン                                                                          | Severn Bridge                                                                        |                   |
| 父 トーセンファントム 2007 黒鹿毛 | 父の母バースデイローズ 1995 栗毛                                                     | エリザベスローズ                                                                     | *ノーザンテースト                                                                    | *ノーザンテースト |
| 父 トーセンファントム 2007 黒鹿毛 | 父の母バースデイローズ 1995 栗毛                                                     | エリザベスローズ                                                                     | *ノーベンバーローズ                                                                  |                   |
| 母 トーセンスマッシュ 2004 栗毛   | 母の父トウカイテイオー 1988 鹿毛                                                     | シンボリルドルフ                                                                     | *パーソロン                                                                          | *パーソロン       |
| 母 トーセンスマッシュ 2004 栗毛   | 母の父トウカイテイオー 1988 鹿毛                                                     | シンボリルドルフ                                                                     | スイートルナ                                                                         |                   |
| 母 トーセンスマッシュ 2004 栗毛   | 母の父トウカイテイオー 1988 鹿毛                                                     | トウカイナチユラル                                                                   | *ナイスダンサー                                                                      | *ナイスダンサー   |
| 母 トーセンスマッシュ 2004 栗毛   | 母の父トウカイテイオー 1988 鹿毛                                                     | トウカイナチユラル                                                                   | トウカイミドリ                                                                       |                   |
| 母 トーセンスマッシュ 2004 栗毛   | 母の母アナスミラビリス 1991 鹿毛                                                     | *リアルシャダイ                                                                      | Roberto                                                                              | Roberto           |
| 母 トーセンスマッシュ 2004 栗毛   | 母の母アナスミラビリス 1991 鹿毛                                                     | *リアルシャダイ                                                                      | Desert Vixen                                                                         |                   |
| 母 トーセンスマッシュ 2004 栗毛   | 母の母アナスミラビリス 1991 鹿毛                                                     | スカーレットブルー                                                                   | *ノーザンテースト                                                                    | *ノーザンテースト |
| 母 トーセンスマッシュ 2004 栗毛   | 母の母アナスミラビリス 1991 鹿毛                                                     | スカーレットブルー                                                                   | *スカーレットインク                                                                  |                   |
| 母系(F-No.)                       | スカーレットインク系(FN:4-d)                                                         | スカーレットインク系(FN:4-d)                                                         | スカーレットインク系(FN:4-d)                                                         | [ § 3 ]           |
| 5代内の近親交配                   | ノーザンテースト 4×4＝12.50%、Northern Dancer 5×5･5＝9.38%、Hail to Reason5×5＝6.25% | ノーザンテースト 4×4＝12.50%、Northern Dancer 5×5･5＝9.38%、Hail to Reason5×5＝6.25% | ノーザンテースト 4×4＝12.50%、Northern Dancer 5×5･5＝9.38%、Hail to Reason5×5＝6.25% | [ § 4 ]           |
| 出典                              | 1. 2. 3. 4.                                                                          | 1. 2. 3. 4.                                                                          | 1. 2. 3. 4.                                                                          | 1. 2. 3. 4.       |